# Pagoda Lejfeng
Pagoda Lejfeng je petnadstropni stolp z osmimi stranicami, ki stoji na hribu Sunset Hill južno od Zahodnega jezera v Hangdžovu v Džedžjangu na Kitajskem. Prvotno zgrajen leta 975, se je leta 1924 zrušil, a je bil leta 2002 obnovljen. Od takrat je postal priljubljena turistična atrakcija. Deset pogledov na Zahodno jezero - Leifeng Sunset kot zaščitena enota kulturne dediščine sestavljajo hrib Sunset Hill, pagoda Lejfeng, cesarski spomenik (obnovljen v zadnjih letih) ter dvorišče in druge stavbe.

## Zgodovina

### Izvirnik
Prvotna pagoda je bila zgrajena leta 975 n. št., v obdobju petih dinastij in desetih kraljestev, po ukazu kralja Džongjija (Qian Chu) iz Vujueja za njegovo najljubšo konkubino, soprogo Huang. Pagoda Lejfeng je bila osmerokotna, petnadstropna stavba, zgrajena iz opeke in lesa z opečnim podstavkom.
Med dinastijo Ming so japonski pirati napadli Hangdžov. Ker so sumili, da pagoda vsebuje orožje, so sežgali njene lesene elemente, tako da je ostal le opečnat skelet, ki ga je mogoče videti na slikah Zahodnega jezera iz časa Ming.
Pagoda Lejfeng je bila ena od desetih znamenitosti Zahodnega jezera zaradi legende o beli kači. V kitajski ljudski zgodbi Legenda o beli kači je menih Fahai prevaral Šu Šjana in ga pripeljal v tempelj Džinšan, Bela dama pa je stekla v Džinšan, da bi rešila Šu Šjana, Fahai pa jo je zatrl pod pagodo Lejfeng.
Kasneje so zaradi vraževerja, da lahko opeke iz stolpa odženejo bolezni ali preprečijo splav, mnogi ljudje kradli opeke iz stolpa, da bi jih zmleli v prah. Popoldne 25. septembra 1924 se je pagoda zaradi dotrajanosti dokončno zrušila. Takrat je Lu Šun napisal dva članka, v katerih je komentiral ta dogodek, pri čemer je pagodo uporabil kot simbol propada pedantnih tradicionalnih kitajskih misli in izrazil svoje upanje za prihodnjo družbo. Šu Džimo in Ju Pingbo sta prav tako napisala pesmi in članke v spomin na pagodo.

### Rekonstrukcija
V 13. letu Republike Kitajske (1924) je opečni stolp pagode Lejfeng 25. septembra propadel in od njega so ostale le še ruševine.
Oktobra 1999 sta se pokrajinska in občinska vlada odločili, da bosta pagodo Lejfeng obnovili na ruševinah stare. Nova pagoda je bila odprta 25. oktobra 2002. Sestavljena je iz 1400 ton težke jeklene konstrukcije z 200 tonami bakrenih delov. Vsebuje štiri panoramska dvigala in sodobne dodatke, kot so klimatska naprava, televizija in zvočniki. Ob vhodu v pagodo sta dve avtonomni tekoči stopnici, ki obiskovalce prevažata do podnožja pagode.
Prvotno podnožje pagode je ohranjeno v dobrem stanju, prav tako artefakti, odkriti v podzemni komori.
== Arhitekturni vzorec
Pregled
Pagoda Lejfeng je bila prvotno opečno-lesena konstrukcija stolpa v slogu paviljona, z leseno galerijo napušča (pomožne stopnice, napušč, raven sedež, ograja itd.) zunaj in opečnim telesom stolpa v notranjosti, na katerega se je mogoče povzpeti. Na steni stolpa so kamnite rezbarije Avatamsaka Sutra. Glede na fotografije, posnete v času Republike Kitajske, je bila višina prvotnega spodnjega sloja stolpa približno 12 metrov, višina vsakega od ostalih slojev pa približno 8 metrov, kar skupaj znaša približno 50 metrov. Vrh pagode ima še vedno valjasto podlago stupe, tlakovano z opeko.
Stilobat
Med letoma 2000 in 2001 je Inštitut za kulturne relikvije in arheologijo province Džedžjang izvedel čiščenje in izkopavanja na najdišču pagode Lejfeng. Identificirani ostanki najdišča vključujejo predvsem temelje stolpa, podzemno palačo, preostalo telo stolpa in nekaj obrobnih stavb (kot so meniške sobe in ceste). Temelji stolpa in telo stolpa je enakostranični osmerokotnik. Temelji stolpa so naravna hribovska ploščad z opeko in kamnom na zunanjem robu, ki je bila sploščena in spremenjena. Vsaka stranica je dolga 17 metrov, diagonala pa 41 metrov, višina pa je 1,2–2,5 metra nad tlemi.
Podnožje pagode je zgrajeno s kamnitim podstavkom Sumeru. Ker je teren na zahodu višji in na vzhodu nižji, je na vzhodni strani uporabljen dvoslojni podstavek Sumeru, na zahodni strani pa enoslojni. Na vzhodnem podstavku so vidne rezbarije gore Sumeru in morskih valov, ki simbolizirajo budističnih devet gora in osem morij, na zahodnem podstavku pa je vklesan prevrnjen lotos. Med zunanjim robom podnožja pagode in podstavkom Sumeru poteka sekundarna ploščad. Sodeč po 24 kosih apnenčastih kvadratnih vrhov stebrov, izkopanih z zunanjega roba podnožja pagode, je imela vsaka stran prvotne sekundarne ploščadi štiri stebre in tri odprtine, s širino približno 5 metrov za primarno in sekundarno odprtino ter globino približno 5,8 metra.
Ostala je le najnižja raven stolpa s povprečno višino 3–5 metrov. Ima strukturo rokav-hodnik, pri čemer so zunanji rokav, hodnik, notranji rokav in osrednja komora razporejeni od zunanjega do notranjega, podobno kot pagoda Tiger Hill v Sudžovu in pagoda Liuhe v Hangdžovu. To je tipičen budistični slog stolpa iz poznih dinastij Vu in Jue. Zunanji tulec je dolg 10 metrov in ima premer 25 metrov, zaradi česar je to največji obstoječi stolp med petimi dinastijami. Globok je 4,2 metra in ima na vsaki strani vrata. Stopnišče za vzpon na stolp je znotraj južnih vrat. Hodnik je širok 1,8–2,3 metra, notranji tulec pa je globok 3,7 metra z vrati v presledkih, ki vodijo v osrednjo komoro. Stolp je v celoti zgrajen iz opek, ki jih povezuje rumeno blato. Opeke so pravokotne oblike, običajno dolge 37 cm, široke 18 cm in debele 6 cm, z napisi, povezanimi z njihovim izvorom in starostjo na eni strani. Nekatere opeke so svetopisemske opeke z okroglo luknjo s premerom 2,5 cm in globino 10 cm, ki se uporablja za shranjevanje svetopisemskih zvitkov na enem koncu.
Novo rekonstruirana pagoda Lejfeng stoji na prvotnem mestu, zasnovala pa sta jo Guo Daiheng in Lv Džov s Šole za arhitekturo Univerze Tsinghua. Pagoda je zgrajena v slogu in obsegu Južne dinastije Song in ostaja petnadstropni osmerokotni stolp. Vendar ima jekleno okvirno konstrukcijo, glavne strukturne komponente, kot so stebri, nosilci in ploščice, pa so iz bakra. Nova pagoda je sestavljena iz treh delov: zaščitnega pokrova, telesa pagode in zvonika. Stoji na višini 71,679 metra, zaščitni pokrov pa je visok 9,7 metra in je sestavljen iz dveh slojev nagnjenih jeklenih stebrov in vodoravnih jeklenih nosilcev, ki tvorijo prostor brez stebrov z razponom 48 metrov, ki pokriva prvotno lokacijo in podpira zgornji del telesa pagode. Telo pagode je visoko približno 45 metrov in je sestavljeno iz petih nadstropij, v notranjosti pa sta dve hidravlični dvigali in jekleno stopnišče. Zvonik je visok 16,1 metra. Nova pagoda Lejfeng je postala najvišja točka južne linije Zahodnega jezera in z vrha ponuja panoramski razgled na jezero.

## Telo pagode
Prvo nadstropje
Glavni vhod v pagodo Lejfeng krasi zlata plošča z vgraviranim znakom Pagoda Lejfeng, ki jo je napisal kaligraf Čigong. Tla so tlakovana s steklom, pod njimi pa leži zaščitna plast lokacije pagode Lejfeng (tj. temelj).
Skrita tla
Skrita tla pagode Lejfeng so okrašena z zapletenimi rezbarijami v obliki lesenih rezbarij Dongjang, ki prikazujejo ljubezensko zgodbo Bai Niangzija in Šu Šjana v legendi Legenda o beli kači. Rezbarije so izdelane v petih različnih tehnikah, vključno z okroglim rezbarjenjem, polkrožnim rezbarjenjem, visokim reliefom, globokim reliefom in plitvim reliefom, ki so združene v obliki, imenovani prekrivajoča se rezbarija, da bi izboljšale pripovedovanje zgodb in upodobitev likov iz legende.
Drugo nadstropje
Kulturna razstava v drugem nadstropju pagode Lejfeng vključuje predvsem Sliko stolpa stavbe Vujue.
Tretje nadstropje
V tretjem nadstropju pagode so predstavljena štiri dela z vpisano poezijo, vsako s tremi pesmimi, kar skupaj znaša 12 izbranih odličnih pesniških del, ki opisujejo pagodo in Leifeng Sunset iz različnih obdobij. Spremljajo jih ilustracije pokrajin in likov.
Četrto nadstropje
Notranjost četrtega nadstropja pagode Leifeng je opremljena z razstavo skulptur Ouše, ki prikazujejo specifične lokacije desetih slikovitih kotičkov Zahodnega jezera, skupaj znanih kot Novi obraz Zahodnega jezera.
Peto nadstropje
Peto nadstropje se ponaša z zlato kupolo, izdelano iz izvrstne pozlačene umetnosti, v središču katere je velik lotosov cvet kot simbol čistosti in želje po svetovnem miru. Nad kupolo je skrivna soba, v kateri je replika Nebeške palače, skupaj s predmeti in napisi, ki se prenašajo na prihodnje generacije, kot sta rekonstrukcija Leifeng Sunset in model nove pagode Lejfeng. Stene so polne majhnih Budinih niš, v vsaki pa je mini zlata pagoda Lejfeng, skupno 2002, ki predstavlja in obeležuje rekonstrukcijo pagode Lejfeng leta 2002 n. št.

## Izkopani predmeti
Med izkopavanji med letoma 2000 in 2001 so arheologi odkrili veliko število artefaktov na najdišču stolpa oziroma podzemne palače, večina od njih je zdaj zbrana in razstavljena v pokrajinskem muzeju Zhejiang.
Poleg podzemne palače so iz drugih delov najdišča izkopali skupno 1104 kamnitih rezbarij, vse so fragmenti, večina jih je v hodniku v pritličju in na vratih, predvsem sutra Buddhāvataṃsaka Sūtre (skoraj 1000 kosov) in Diamantna sutra (skoraj 100 kosov), ki sta bili prvotno postavljeni na zunanjo steno zunanjega ovoja, pa tudi Sutra Huajan Sutre Čjan Biaoja in Sutra Južne dinastije Song (1199) v petem letu obdobja Čing Juan. Dve fragmentirani steli, Zapis o nastanku popravila Čing Juan, sta zelo dragoceni pri razlagi življenja v pagodi Lejfeng. Poleg tega je ena čisto srebrna pagoda Ašoke (fragmentarna ob izkopavanjih, kasneje obnovljena iz pozlačene čiste srebrne pagode Ašoke, izkopane iz podzemne palače) in ena bronasta pagoda Ašoke (fragmentarna), ena majhna kamnita pagoda, sedem pozlačenih bronastih kipov, en železen kip, deset kamnitih kipov (fragmentarno), veliko število pagodnih opek in okrasnih elementov, eno navadno bronasto ogledalo, eno železno ogledalo, dve bronasti čineli, ena bronasta luč, dva srebrna okraska in 100 Kaijuan Tongbao in 10 Čjanjuan Čongbao.
Iz podzemne palače v pagodi je bilo izkopanih enainpetdeset skupin artefaktov. Med njimi so eno železno relikvijsko pismo, en pozlačen srebrni ajurvedski napis, ena pozlačena srebrna škatlica, en par srebrnih okraskov z motivom mandarinske race in lotosovega lista, en okrogel srebrn okrasek, tri srebrne zapestnice, ena srebrna cvetlična lasnica, en par majhnih srebrnih okraskov, pet pozlačenih bronastih kipov Bude, en žadasti deček, en žadasti guanjin, en žadasti kovanec, ena žadasta želva, en oniksov obesek, ena okrogla oniksova perla, eno pozlačeno leseno stojalo, ena lakirana zapestnica, deset bronastih ogledal, 1 steklena vaza, 1 ogrlica z perlami in 3 sutra zvitki (poškodovani). Poleg tega so v palači našli 3428 kovancev, ki datirajo iz petega leta cesarja Vena iz dinastije Zahodni Han (175 pr. n. št.) do prvega leta cesarja Song Džjanlonga (960).
Prva je bila postavljena v zemeljsko palačo in je vsebovala zlato posodo, zavito v tanko zlato pločevino v obliki krste, katere podrobnosti niso znane, saj ni bila odprta, in verjeli so, da je vsebovala relikvije Budove fige; slednja naj bi bila postavljena v nebeško palačo, v stolpu pa je visela zlata vaza v obliki buče, v kateri so bile tudi relikvije.